# استینتینو
استینتینو (به ایتالیایی: Stintino) یک کومونه در ایتالیا است که در استان ساساری واقع شده‌است.

## خصوصیات
استینتینو ۵۸٫۴ کیلومترمربع مساحت و ۱٬۶۱۶ نفر جمعیت دارد و ۹ متر بالاتر از سطح دریا واقع شده‌است.